# Richard Howly
Richard Howly o Howley (Contea di Liberty, 1740 – Savannah, 6 dicembre 1784) è stato un politico statunitense, 13º governatore della Georgia.

## Biografia
Si sa poco delle origini di Richard Howley (anche sulla corretta grafia del suo cognome non c'è certezza). È noto che nacque nel 1740 nella contea di Liberty, che esercitava come avvocato a Sunbury e che possedeva una piantagione con schiavi.
Inizialmente non era interessato agli eventi della rivoluzione americana, ma quando gli inglesi catturarono Sunbury nel gennaio 1779 dopo la presa di Savannah, Howly fuggì ad Augusta, entrando in politica e facendo parte dell'assemblea ribelle che nel novembre successivo elesse governatore George Walton in opposizione a John Wereat.
Il mandato di Walton durò tuttavia appena due mesi, e nel gennaio 1780 l'assemblea riconobbe Howly come suo successore. Il suo mandato fu anche più breve di quello del predecessore, a causa della costante minaccia inglese agli ultimi avamposti georgiani in mano ai rivoluzionari e al ritiro del generale Benjamin Lincoln, che non era stato in grado di difendere Savannah. Howly quindi, per evitare di essere catturato dal nemico come l'ex-governatore Wereat, dovette presto fuggire da Augusta portando con sé tutti i documenti e le carte dell'amministrazione, assieme ai pochi fondi rimasti. Scelse di designare come capitale provvisoria della Georgia Heard's Fort, nella contea di Wilkes, un piccolo fortino eretto dal generale Stephen Heard (più tardi successore dello stesso Howly come governatore); venne ivi scortato da John Twiggs, eroe di guerra georgiano.
Rendendosi conto della pericolosità della propria posizione, Howley si dimise dopo appena un mese dall'assunzione della carica sfruttando la nomina al congresso continentale, e affidò il ruolo di governatore a George Wells, che tuttavia dopo appena dieci giorni venne ucciso in duello dal futuro governatore James Jackson, seguace di Wereat.
Terminata la guerra Howly rientrò a Savannah, dove morì nel dicembre 1784. Uno dei pochi cattolici residenti in Georgia, si era impegnato nell'evangelizzare la regione favorendo la venuta di missionari dalle vicine colonie spagnole.